# Sega Gigas
La Sega Gigas es una videoconsola de arcade lanzada por Sega en 1986. Se lanzaron 5 videojuegos para la consola.

## Características
- CPU Principal: Z-80 @ 6MHz
- Chip de sonido: 4 x SN76496 @ 3 MHz